# Андрі Лаффіта
Андрі Лаффіта Ернандес (ісп. Andry Laffita Hernandez, 26 березня 1978) — кубинський боксер, призер Олімпійських ігор, чемпіонату та Кубка світу.

## Спортивна кар'єра
1996 року Лаффіта став чемпіоном світу серед молоді, але з 1999 року по 2001 він був відсторонений від боїв через вживання стероїдів.
Лаффіту почали знов залучати до збірної Куби після того, як Юріоркіс Гамбоа перейшов у вищу вагову категорію.
2005 року Лаффіта отримав срібну медаль у складі збірної Куби на Кубку світу, на якому провів три поєдинки.
- Програв Сомжиту Джонгжохор (Таїланд) — 24-24(+)
- Програв Міржану Рахімжанову (Казахстан) — 28-40
- Переміг Георгія Балакшина (Росія) — 36-22

На чемпіонаті світу 2005 Андрі Лаффіта зайняв друге місце.
- Переміг Сомжита Джонгжохор (Таїланд) — 16-14
- Переміг Жерома Тома (Франція) — 29-15
- Переміг Віоліто Пейла (Філіппіни) — RSCO
- Переміг Хуана Карлоса Паяно (Домініканська Республіка) — 31-22
- Переміг Мірата Сарсембаєва (Казахстан) — 29-16
- Програв Лі Ок Сон (Південна Корея) — 22-33

На Олімпійських іграх 2008 Лаффіта зайняв друге місце.
- Переміг Халіда Яфай (Велика Британія) — 9-3
- Переміг Мак-Вільямса Арройо (Пуерто-Рико) — 11-2
- Переміг Георгія Балакшина (Росія) — 9-8
- Програв Сомжиту Джонгжохор (Таїланд) — 2-8

На Кубку світу 2008 Лаффіта переміг Джитендера Кумар (Індія) — 14-6 і програв Міші Алояну (Росія) — 6-20, завоювавши срібну нагороду.

### Виступи на Олімпіадах
| Олімпіада  | Дисципліна | Місце |
| ---------- | ---------- | ----- |
| Пекін 2008 | до 51 кг   | 2     |